# Гажлин
Гажлин (словац. Hažlín) — село и одноимённая община в районе Бардеёв Прешовского края Словакии. В письменных источниках начинает упоминаться с 1414 года.

## География
Село расположено в северной части края, в долине реки Гажлинки, к востоку от автодороги 77. Абсолютная высота — 274 метра над уровнем моря. Площадь муниципалитета составляет 20,1 км².

## Население
| Год:                | 1994 | 2004    | 2014    | 2024    |
| ------------------- | ---- | ------- | ------- | ------- |
| Количество человек: | 1193 | 1191    | 1135    | 1058    |
| Разница:            |      | −0,16 % | −4,70 % | −6,78 % |

По данным последней официальной переписи 2011 года, численность населения Гажлина составляла 1175 человек.